# Dropgun
Dropgun is een Russisch dj- en productieduo uit Tomsk, opgericht in 2013. De groep is vooral bekend geworden door hun samenwerking met DVBBS met de single Pyramids in 2014. De single bereikte de 39e plaats in de Belgische hitlijsten.

## Bezetting
- Mikhail Martinov[2]
- Ilyas Kozhahanov[3]

## Discografie

### Singles
Alleen singles en remixen die sinds oktober 2012 zijn uitgebracht, worden hieronder vermeld:
- 2014: Shout
- 2014: Hayao (with Ralvero) [DOORN (Spinnin')]
- 2014: Amsterdam [Oxygen (Spinnin')]
- 2014: Angst [Metanoia Music (Arisa Audio)]
- 2014: Pyramids (met DVBBS) [Spinnin' Records]
- 2015: Cobra (met Tony Junior) [DOORN (Spinnin')]
- 2015: Ninja [Skink (Spinnin')]
- 2015: Together As One [Flamingo]
- 2016: Chronos (met Jaggs) [Revealed]
- 2016: One World (met Swanky Tunes) [Armada Music]
- 2016: Fever (met Farleon) [HEXAGON (Spinnin')]
- 2016: Nobody [HEXAGON (Spinnin')]
- 2016: A Better Love (met Lenx & Denx) [Flamingo]
- 2016: Atlantis (met Breathe Carolina) [Spinnin' Premium]
- 2017: Rhythm Is A Dancer (met Breathe Carolina) [Spinnin' Records]
- 2017: All I Want (met XORR) [Flamingo]
- 2017: Little Drop [Spinnin' Premium]
- 2017: Nothing New [HEXAGON (Spinnin')]
- 2017: Really Mine (met Natan Chaim) [Thrive]
- 2018: My Way (with Asketa) [Enhanced]
- 2018: Krishna [Dharma (Spinnin')]
- 2018: Dark Sky [HEXAGON (Spinnin')]
- 2018: Next To Me (met Aspyer) [Musical Freedom (Spinnin')]
- 2018: Sweet Dreams (met Breathe Carolina) [Spinnin' Records]
- 2018: Uluwatu (met Jesse Wilde) [Dharma (Spinnin')]
- 2018: Somebody [Spinnin' Copyright Free]
- 2018: Island (with Asketa) [Thrive Music]
- 2018: Fire Blazing [Spinnin' Copyright Free]
- 2018: Earthquake [Spinnin' Records]
- 2018: Tomorrow Never Comes [Future House Music]
- 2018: Drought [Hexagon (Spinnin')]
- 2019: Spirit Of Freedom [Spinnin' Premium]
- 2019: I'm On My Way (met Sebastian Wibe) [Hexagon]
- 2019: A Little More Like You [Dharma (Spinnin')]
- 2019: Same Things (met RØGUENETHVN) [CYB3RPVNK]
- 2019: Falling (met Asketa en Natan Chaim) [Hexagon]
- 2019: Darkside (met Do It Big en Arikakito) [Dharma (Spinnin')]
- 2019: Island Boy (met Showtek) [Skink]
- 2020: Sanctuary (met Bassrox) [Dharma (Spinnin')]
- 2020: Confession [Generation Hex (Hexagon)]
- 2020: Annihilation [Prophecy (Hexagon)]
- 2020: Chicken Run [Prophecy (Hexagon)]

### Remixes
- 2014: Major Lazer — Aerosol Can (Dropgun Bootleg)
- 2017: Pegboard Nerds & Spyker — Extraordinary (Dropgun Remix)
- 2017: Taku-Hero & Funk Machine — Fun Lovin' (Dropgun Remix) [Revealed Recordings]
- 2017: Breathe Carolina — This Again (Dropgun & Taku-Hero Remix) [Spinnin' Remixes]
- 2017: BRKLYN — I'm On Somethin' (Dropgun Remix) [Enhanced Music]
- 2017: Galantis & Throttle — Tell Me You Love Me (Dropgun Remix) [Big Beat]
- 2018: Gryffin — Winnebago (Dropgun Remix) [Darkroom (Geffen)]
- 2019: Grey — Want You Back (Dropgun Remix) [Island]
- 2019: SUPERSPECIAL — Heroes (Dropgun Remix) [Desirmont]
- 2019: Funk Machine & Taku-Hero — Something (Dropgun Remix) [Revealed Recordings]
- 2019: Armin van Buuren — Turn It Up (Dropgun Remix) [Armind (Armada)]
- 2019: Funk Machine & Taku-Hero — It Ain't Over (Dropgun Remix) [Revealed Recordings]

### Verder
In maart 2020 lanceerde Dropgun hun eigen platenlabel Prophecy - als een sublabel van Don Diablo' s Hexagon label, als onderdeel van de uitbreiding van het label, waaronder ook de lancering van sublabels gerund door King Arthur, RetroVision en JLV.
- 2020: Dropgun - Annihilation
- 2020: Savage Kids & Lørean - Dark Side
- 2020: Dropgun - Annihilation
- 2020: Savage Kids & Lørean - Dark Side